# Accra venatrix
Accra venatrix is een vlinder van de familie van de bladrollers (Tortricidae). De wetenschappelijke naam van deze soort is voor het eerst voorgesteld als Argyrotoxa venatrix door Edward Meyrick in een publicatie uit 1930.
De soort komt voor in Kameroen.